# Длугий, Виталий Аронович
Виталий Аронович Длугий (Длуги, англ. Vitaly Dlugy; 24 августа 1943, Москва — 2 марта 1990, Нью-Йорк) — советский художник-график, живописец.
Участник «бульдозерной выставки» в сентябре 1974 года, выставки неофициальных художников в павильоне «Дом культуры» ВДНХ (1975), выставок неофициального русского искусства во Франции (1979). Член Московского Горкома художников-графиков на Малой Грузинской, 28.
Эмигрировал в США в 1980 году. Продолжал активно работать и выставляться. По мнению Александра Глезера, высказанному в 1987 году на страницах газеты «Русская мысль» в связи с групповой выставкой русских художников в Джерси-Сити,
судьба Длуги и его творчество очень убедительно опровергают пессимистические утверждения о том, что, дескать, оказавшиеся на Западе русские художники никому не нужны, что их творчество иссякает… Неоэкспрессионист Виталий Длуги, ученик замечательного московского мастера Владимира Немухина, окончательно обрёл себя как художник именно в Нью-Йорке.
Последние месяцы жизни В. Длуги частично легли в основу книги Людмилы Улицкой «Весёлые похороны» (1997). В 2007 году по повести Улицкой снят кинофильм «Ниоткуда с любовью, или Весёлые похороны» (режиссёр Владимир Фокин, в главной роли Александр Абдулов).